# ميلارد كوفمان
ميلارد كوفمان (بالإنجليزية: Millard Kaufman)‏ (12 مارس 1917، بالتيمور في الولايات المتحدة - 14 مارس 2009، لوس أنجلوس في الولايات المتحدة)؛ ضابط، كاتب سيناريو وروائي أمريكي.

## روابط خارجية
- ميلارد كوفمان على موقع IMDb (الإنجليزية)
- ميلارد كوفمان على موقع ألو سيني (الفرنسية)
- ميلارد كوفمان على موقع أول موفي (الإنجليزية)
- ميلارد كوفمان على موقع قاعدة بيانات الأفلام السويدية (السويدية)
- ميلارد كوفمان على موقع قاعدة بيانات الفيلم (الإنجليزية)
- ميلارد كوفمان على موقع كينوبويسك (الروسية)